# Saturn Award für den besten Action-/Adventure-/Thriller-Film
Folgende Filme haben den Saturn Award für den besten Action-/Adventure-/Thriller-Film gewonnen:
| Jahr | Film                                           | Weitere Nominierungen |
| ---- | ---------------------------------------------- | --- |
| 1995 | Pulp Fiction                                   | Das Kartell Das Dschungelbuch Red Rock West Die Verurteilten Speed True Lies – Wahre Lügen                                                    |
| 1996 | Die üblichen Verdächtigen                      | Apollo 13 Braveheart Stirb langsam: Jetzt erst recht James Bond 007 – GoldenEye Heat Sieben                                                   |
| 1997 | Fargo                                          | Bound – Gefesselt Mission: Impossible Kopfgeld – Einer wird bezahlen The Rock – Fels der Entscheidung Twister                                 |
| 1998 | L.A. Confidential                              | Breakdown Im Körper des Feindes The Game Titanic James Bond 007 – Der Morgen stirbt nie                                                       |
| 1999 | Der Soldat James Ryan                          | Die Maske des Zorro Verhandlungssache Der Prinz von Ägypten Ronin Ein einfacher Plan                                                          |
| 2000 | The Green Mile                                 | Arlington Road October Sky Payback – Zahltag Der talentierte Mr. Ripley James Bond 007 – Die Welt ist nicht genug                             |
| 2001 | Tiger and Dragon                               | 3 Engel für Charlie Gladiator Der Patriot Der Sturm Traffic – Macht des Kartells Unbreakable – Unzerbrechlich                                 |
| 2002 | Memento                                        | Black Hawk Down Joyride – Spritztour The Man Who Wasn’t There Mulholland Drive – Straße der Finsternis Pakt der Wölfe                         |
| 2003 | Road to Perdition                              | Die Bourne Identität James Bond 007 – Stirb an einem anderen Tag One Hour Photo Roter Drache xXx – Triple X                                   |
| 2004 | Kill Bill: Vol. 1                              | Unterwegs nach Cold Mountain Identität The Italian Job – Jagd auf Millionen Last Samurai The Missing                                          |
| 2005 | Kill Bill: Vol. 2                              | Aviator Die Bourne Verschwörung Collateral Der Manchurian Kandidat Das Vermächtnis der Tempelritter Das Phantom der Oper                      |
| 2006 | Sin City                                       | Flightplan – Ohne jede Spur A History of Violence Kiss Kiss, Bang Bang Mr. & Mrs. Smith Oldboy Red Eye                                        |
| 2007 | James Bond 007 – Casino Royale                 | Departed – Unter Feinden Flyboys – Helden der Lüfte Mission: Impossible III Tagebuch eines Skandals Das Parfum – Die Geschichte eines Mörders |
| 2008 | 300                                            | Todeszug nach Yuma Das Bourne Ultimatum Stirb langsam 4.0 No Country for Old Men There Will Be Blood Zodiac – Die Spur des Killers            |
| 2009 | The Dark Knight                                | Der fremde Sohn Gran Torino James Bond 007: Ein Quantum Trost Traitor Operation Walküre – Das Stauffenberg-Attentat                           |
| 2010 | Inglourious Basterds                           | 2012 Brothers Tödliches Kommando – The Hurt Locker Gesetz der Rache The Messenger – Die letzte Nachricht Sherlock Holmes                      |
| 2011 | Salt                                           | R.E.D. – Älter, Härter, Besser Robin Hood The Expendables The Green Hornet True Grit Unstoppable – Außer Kontrolle                            |
| 2012 | Mission: Impossible – Phantom Protokoll        | Fast & Furious Five Red Tails Gefährten Sherlock Holmes: Spiel im Schatten Der Mandant                                                        |
| 2013 | James Bond 007: Skyfall                        | Das Bourne Vermächtnis The Dark Knight Rises Django Unchained Les Misérables 96 Hours – Taken 2                                               |
| 2014 | Fast & Furious 6                               | Die Bücherdiebin Jack Ryan: Shadow Recruit Lone Ranger Lone Survivor Rush – Alles für den Sieg                                                |
| 2015 | Unbroken                                       | Exodus: Götter und Könige Inherent Vice – Natürliche Mängel Lucy Noah Snowpiercer                                                             |
| 2016 | Fast & Furious 7                               | Everest Mission: Impossible – Rogue Nation The Revenant – Der Rückkehrer James Bond 007: Spectre Spy – Susan Cooper Undercover                |
| 2017 | Hidden Figures – Unerkannte Heldinnen          | Allied – Vertraute Fremde Die glorreichen Sieben Gold Hacksaw Ridge – Die Entscheidung Legend of Tarzan The Nice Guys                         |
| 2018 | Greatest Showman                               | Baby Driver Dunkirk Fast & Furious 8 Feinde – Hostiles Kingsman: The Golden Circle                                                            |
| 2019 | Mission: Impossible – Fallout                  | Hard Powder Escape Room Glass John Wick: Kapitel 3 Skyscraper                                                                                 |
| 2021 | Mulan                                          | 1917 Bad Boys for Life El Camino: Ein „Breaking Bad“-Film Fast & Furious: Hobbs & Shaw The Gentlemen                                          |
| 2022 | Top Gun: Maverick                              | RRR Tod auf dem Nil Fast & Furious 9 Keine Zeit zu sterben West Side Story                                                                    |
| 2024 | Mission: Impossible – Dead Reckoning Teil Eins | Bullet Train The Equalizer 3 – The Final Chapter Fast & Furious 10 John Wick: Kapitel 4 The Woman King                                        |
| 2025 | Deadpool & Wolverine                           | Argylle The Fall Guy To the Moon The Ministry of Ungentlemanly Warfare Twisters                                                               |